# Joseph-Alfred Langlois
Pour les articles homonymes, voir Langlois.
Joseph-Alfred Langlois (4 septembre 1876 - 22 septembre 1966) était l'évêque du diocèse de Valleyfield.

## Biographie
Natif de Sainte-Claire-de-Dorchester, il reçoit son ordination au sacerdoce à Québec le 25 mai 1902 après des études classiques à Sainte-Thérèse et des études théologiques au grand séminaire de Québec. 
Il enseigne au collège de Lévis. Le 14 juillet 1924, Pie XI le nomme évêque de Titiopolis (de) et il est consacré évêque dix jours plus tard.
Joseph-Alfred Langlois est nommé à l'évêché de Valleyfield le 10 juillet 1926, succédant à Félix-Raymond-Marie Rouleau. Il était d'abord évêque auxiliaire et curé-fondateur de la paroisse du Sacré-Cœur de Québec. 
Il fonde le journal Le Salaberry et crée dix-neuf paroisses. Il est perçu comme un candidat pour diriger l'archidiocèse de Québec. Langlois est l'ami du chanoine Lionel Groulx et de Delphis Neveu.
Il enseigne aussi au Grand Séminaire De Québec (GSDQ).
Joseph-Alfred Langlois est un des premiers récipiendaires de la médaille Gloire de l'Escolle en 1952. Après quarante ans d'épiscopat, il meurt le 22 septembre 1966 à l'âge de 90 ans et est enterré à la cathédrale Sainte-Cécile.
Son successeur est Percival Caza (fi). Les armoiries de la municipalité de Sainte-Claire sont inspirées de ses propres armoiries.

## Toponymie
Le pont Monseigneur-Langlois, reliant Salaberry-de-Valleyfield à Coteau-du-Lac, a été nommé en son honneur.
Le boulevard Monseigneur-Langlois fut nommé en son honneur.
À Pincourt, une avenue est nommée en son honneur.